# مارک گودلاد
مارک گودلاد (انگلیسی: Mark Goodlad; ۹ سپتامبر ۱۹۷۹ – ) بازیکن فوتبال اهل بریتانیا بود.
از باشگاه‌هایی که در آن بازی کرده‌است می‌توان به باشگاه فوتبال ناتینگهام فارست و باشگاه فوتبال پورت ویل اشاره کرد.
وی همچنین در تیم ملی فوتبال England U15 بازی کرده‌است.